# K.G.Mylasandra, Kolar
K.G.Mylasandra là một làng thuộc tehsil Kolar, huyện Kolar, bang Karnataka, Ấn Độ.